# ハマド・ビン・ジャーシム・ビン・ジャブル・アール＝サーニー

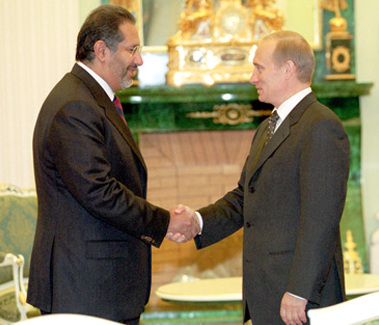
ロシア連邦大統領ウラジーミル・プーチンと。クレムリンにて。

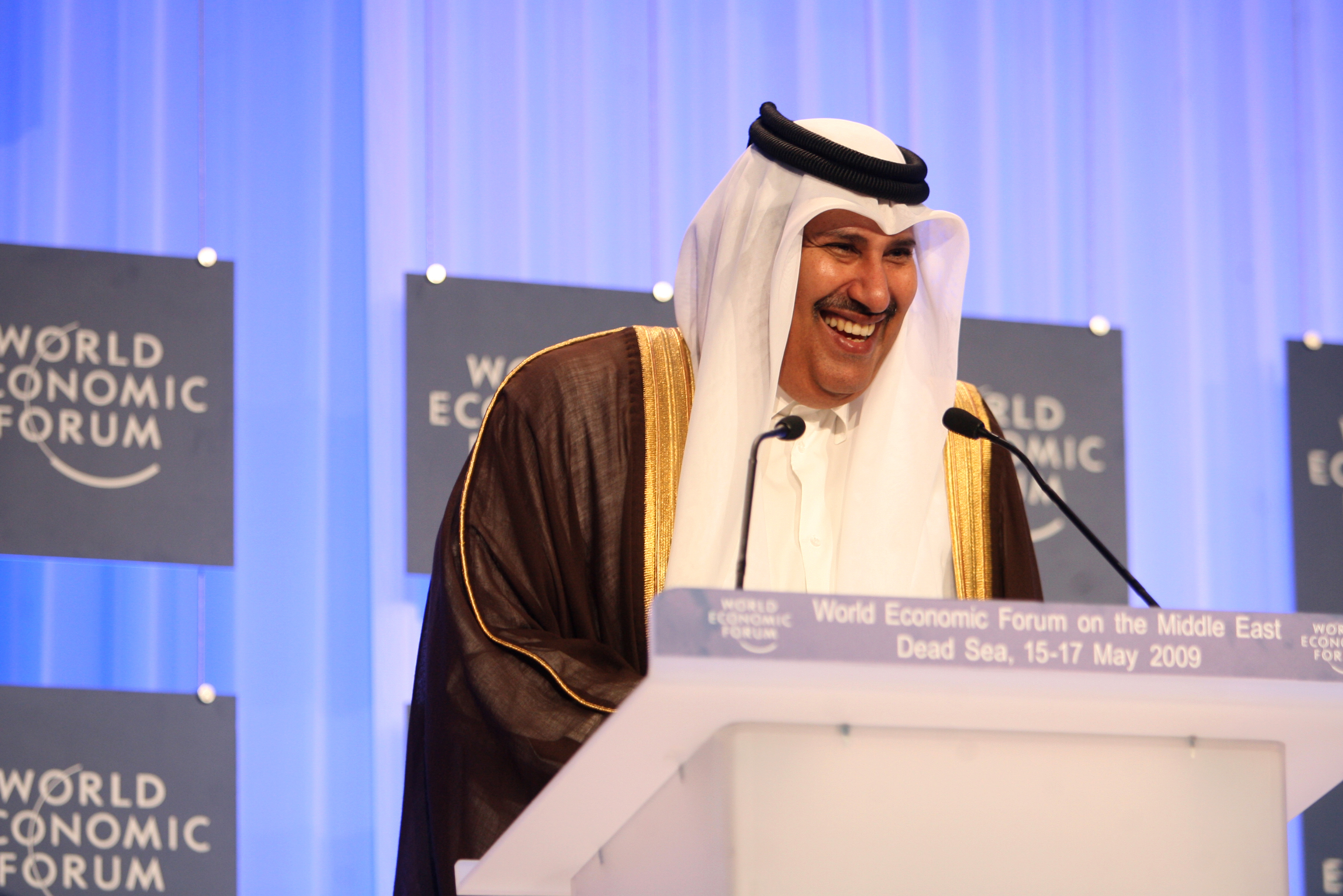
世界経済フォーラムでの演説。2009年5月15日。

シャイフ・ハマド・ビン・ジャーシム・ビン・ジャブル・アール＝サーニー（アラビア語: حمد بن جاسم بن جبر آل ثاني, ラテン文字転写: Ḥamad bin Jāsim bin Jabr Āl Thānī, 文語アラビア語発音：ハマド・ビン・ジャースィム・ビン・ジャブル・アール・サーニー、口語発音風英字表記例：Hamad bin Jassim bin Jaber Al Thani、1959年8月30日 -）は、カタールの王族、政治家、実業家。同国首相、外相を歴任した。第2代ハーキムムハンマド・ビン・サーニーの曾孫にあたる。日本語メディアでは「ハマド・ビン・ジャシム」と表記されることが多い。

## 経歴
1959年、ジャーシム・ビン・ジャブル・アール＝サーニーの五男としてドーハに生まれる。
1981年にカイロ大学を卒業。
1982年から1989年まで自治問題・農業大臣室長。1989年7月18日に自治問題・農業大臣に就任し、1990年5月14日からは水資源・電力副大臣を兼任。1992年9月1日に外務大臣となり、2003年9月1日から第一副首相を兼任し、2007年4月3日には首相に就任した。
2013年6月25日、首長ハマド・ビン・ハリーファ・アール＝サーニーの退位に伴って首相・外相を退任した。
同年7月にはソブリン・ウエルス・ファンドのカタール投資庁CEOの職も退任した。
2022年6月に、2011年から2015年にかけて、イギリスのチャールズ3世（当時皇太子）へ約300万ユーロを現金で譲渡したことを『サンデー・タイムズ』が報じた。皇太子の慈善財団の寄付金として、対談時や皇太子の私的な会合など3回にわたり譲渡していたとされている。イギリス王室は適切なプロセスで処理されたと説明し、同紙も明確な違法性は無いとしている。

## 評価
近年、カタールはレバノンの国内対立解消やダルフール紛争の和平仲介、チャド・スーダン間の対立解消をはじめとする地域の諸問題解決において存在感を示しているが、ハマドの存在は大なるものがあり、『タイム』誌の「世界で最も影響力のある100人」の一人に選ばれたことがある。

また、2009年に発表された『フィナンシャル・タイムズ』の「世界の針路を決める50人」の一人にも選ばれた。